# Електротермічний спосіб одержання сталі

Електротермічний спосіб одержання сталі — метод одержання високоякісної сталі при застосуванні електроплавку. В електротермічному способі електропечі в порівнянні з іншими печами можуть мати вищу температуру, що дозволяє при плавці використовувати більш сильнодійний вапняковий шлак, який забезпечує практично повне видалення сірки та фосфору. Висока температура дає можливість розплавляти тугоплавкі елементи, а отже, виплавляти сталі спеціальних складів і властивостей. Робота електропечей не потребує подачі повітря, тому в робочому просторі печі можна утворити відновну атмосферу і навіть вакуум, що дозволяє одержати сталь з найменшим вмістом кисню, азоту, газів і шлаку.
В дугових електропечах джерелом тепла є електродуга між електродами і металом шихти.
Електродугова піч складається зі сталевого кожуха, який зсередини футерований вогнетривким матеріалом. У склепінні печі є отвори для трьох електродів (піч використовує трьохфазний струм). Електроди діаметром понад 550 мм бувають графітові або вугільні. Дно печі — чашоподібне. В стінках печі є завантажувальне вікно і випускний отвір із зливним жолобом.
Спеціальний механізм дозволяє нахиляти піч в бік льотки — для випуску металу, в бік завантажувального вікна — для випуску шлаку.
Витрата тепла на плавку значна, тому електропечі використовують не для перероблювання чавуну, а для переплавлення і рафінування сталі, яка складає основну частину металевої шихти. Сталь для плавки застосовується у вигляді злитків, спеціально відібраного і відсортованого скрапу і металобрухту. Чавун вводиться в шихту в невеликій кількості (10 — 15 %) для захисту металу від окиснення і як вуглецевмісна речовина. Для плавки може бути використана також рідка шихта — розплавлена сталь з конвертора. Розкиснення домішок, що містяться в металі, здійснюється залізною рудою, а шлакування сірки та фосфору — вапном (флюс).
Процес електроплавки складається з таких етапів: підготовка, завантаження і розплавлення шихти, кипіння, рафінування, розкиснення і розливання сталі.
Підготовка і завантаження шихти здійснюються, так само як при мартенівському процесі. Після закінчення завантаження в електропіч твердої шихти електроди опускають до зіткнення з металом, вмикають струм і запалюють дугу, під дією високої температури якої шихта плавиться. Характерна особливість плавки — інтенсивне кипіння металу під дією кисню із залізної руди, атмосфери печі та повітря, що вдувається додатково. В процесі розплавлення і зневуглецьовування шихти силіцій, марганець і фосфор окислюються і переходять в шлак. Після закінчення окиснювального періоду, коли вміст вуглецю і домішок знижується до потрібної межі, шлак зливають і приступають до відновлювального періоду плавки (рафінування). На початку відновлювального періоду в електропіч вводять нові порції шлакоутворювальних речовин — вапна, флюориту, подрібненого коксу (3—4 % від маси металу). Наявність сильнодійного вапняного шлаку, що є добрим розкиснювачем і знесірчувачем, спричиняє зниження вмісту в сталі закису заліза і майже повне віддалення сірки. В кінці відновлювального періоду для того, щоб одержати сталь заданого складу, в піч вводять розкиснювачі і легуючі добавки (феромарганець, ферохром, феромолібден і ін.). Готову сталь випускають з печі та розливають у виливниці.
В електропечах виплавляють леговані високоякісні конструкційні сталі, більшість інструментальних сталей і сплави спеціального призначення.